# Sirok
Sirok là một thị trấn thuộc hạt Heves, Hungary. Thị trấn này có diện tích 63,39 km², dân số năm 2010 là 1866 người, mật độ 29 người/km².